# 115 км
115 км — населённый пункт (тип: разъезд) в Топкинском районе Кемеровской области. Входит в состав Осиногривского сельского поселения.

## География
Центральная часть населённого пункта расположена на высоте 272 метров над уровнем моря. Расположен на железнодорожной линии Юрга-Таштагол.

## История
Населённый пункт появился при строительстве железной дороги. В селении жили семьи тех, кто обслуживал железнодорожную инфраструктуру разъезда. 

## Население
| 2010 |
| ---- |
| 38   |

гендерный состав
По данным Всероссийской переписи населения 2010 года, в разъезде 115 км проживает 38 человек (31 мужчина, 7 женщин).

## Инфраструктура
Путевое хозяйство Западно-Сибирской железной дороги. Садовые товарищества.

## Транспорт
Автомобильный и железнодорожный транспорт.
Общественный транспорт г. Кемерово представлен автобусным маршрутом:
- № 112: д/п Центральный — с/о Парус

Находится на автодороге Р-255, обход Кемерово, 31-й километр